# 프랑스 럭비 유니언 국가대표팀
프랑스 럭비 유니언 국가대표팀(프랑스어: Équipe de France de Rugby à XV)은 남자 럭비 유니언 국제 경기에서 프랑스 럭비 유니언(FFR; Fédération française de Rugby)을 대표한다. 이 팀은 전통적으로 가슴에 갈리아 수탉이 수놓인 파란색 셔츠, 흰색 반바지, 프랑스 국기를 상징하는 빨간색 양말을 착용한다. Les Bleus(의미: "The Blues")는 파리 근처 생드니에 있는 스타드 드 프랑스에서 홈 경기를 주로 치른다. 이들은 잉글랜드, 아일랜드, 이탈리아, 스코틀랜드, 웨일스와 함께 매년 식스 네이션스 챔피언십에 참가한다. 프랑스는 토너먼트에서 26회 우승(8회 공동 우승 포함)하여 10회 그랜드 슬램을 달성했다.
럭비는 1872년 영국인에 의해 프랑스에 소개되었으며, 1893년에 영국의 클럽과 대결하기 위해 USFSA 관리 하에 최고의 파리 클럽 선수들로 구성된 최초의 프랑스 국가대표팀이 구성되었다. 몇 년 후인 1906년 새해 첫날, 국가대표팀은 파리에서 뉴질랜드를 상대로 첫 번째 테스트 경기를 치렀다. 그 후 프랑스는 1910년 5개국 챔피언십을 결성하기 위해 본국에 합류할 때까지 본국과 산발적으로 경기를 펼쳤다. 프랑스는 또한 초기 하계 올림픽에서 럭비 경기에 출전하여 1900년에 금메달을, 1920년대에 2개의 은메달을 획득했다. 국가대표팀은 1950년대와 1960년대에 성년이 되어 1959년에 첫 번째 파이브 네이션스(Five Nations) 타이틀을 획득했다. 이들은 1968년에 첫 번째 그랜드 슬램을 달성했다. 토너먼트에서 마지막 승리는 감독이자 전 팀 주장인 파비앙 지휘, 현재 선발을 맡고 있는 갈티에 하에 2022년으로 거슬러 올라간다.